# 胡利奥·安东尼奥·梅利亚

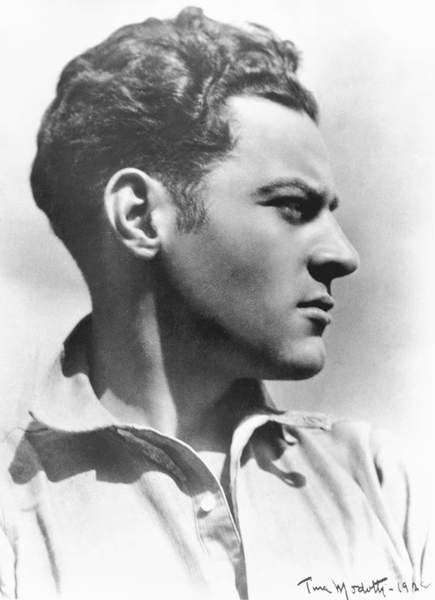
1928年的胡利奥·安东尼奥·梅利亚

胡利奥·安东尼奥·梅利亚·麦克帕特兰（西班牙語：Julio Antonio Mella McPartland；1903年3月25日—1929年1月10日）是1925年成立的古巴共产党的创始人之一。
1903年，梅利亚出生于哈瓦那，他的父亲尼卡诺尔·梅利亚·布雷亚是一名裁缝以及多米尼加革命家和开国元勋马蒂亚斯·拉蒙·梅利亚·卡斯蒂略的儿子，母亲塞西莉亚·麦克帕特兰是爱尔兰移民的女儿。1920年代初，他进入哈瓦那大学学习法律。1922年，他创建大学生联合会。1925年，他参与创建古巴共产党。同年，他因涉嫌参与炸弹阴谋被政府逮捕，并被开除学籍。同年下半年，他获释出狱。1926年初，他流亡中美洲；他先到洪都拉斯，然后到危地马拉，最后在墨西哥住下来。同年，他在墨西哥创建古巴革命新移民协会。
1929年，梅利亚在与意大利女友蒂娜·莫多蒂一起回家的途中被不明人士暗杀。关于杀害梅利亚的凶手，有不同的说法；一说与梅利亚倾向托洛茨基主义，卷入墨西哥的斯大林派－托派纷争有关，杀害他的凶手很可能是苏联特工、意大利人维托里奥·维达利；现在的古巴政府则认为是当时统治古巴的格拉多·马查多独裁政权派人杀害了他。
古巴革命后，梅利亚被古巴政府视为英雄。他和卡米洛·西恩富戈斯、切·格瓦拉的头像一起出现在青年共产主义联盟的标志上。